# Piuska

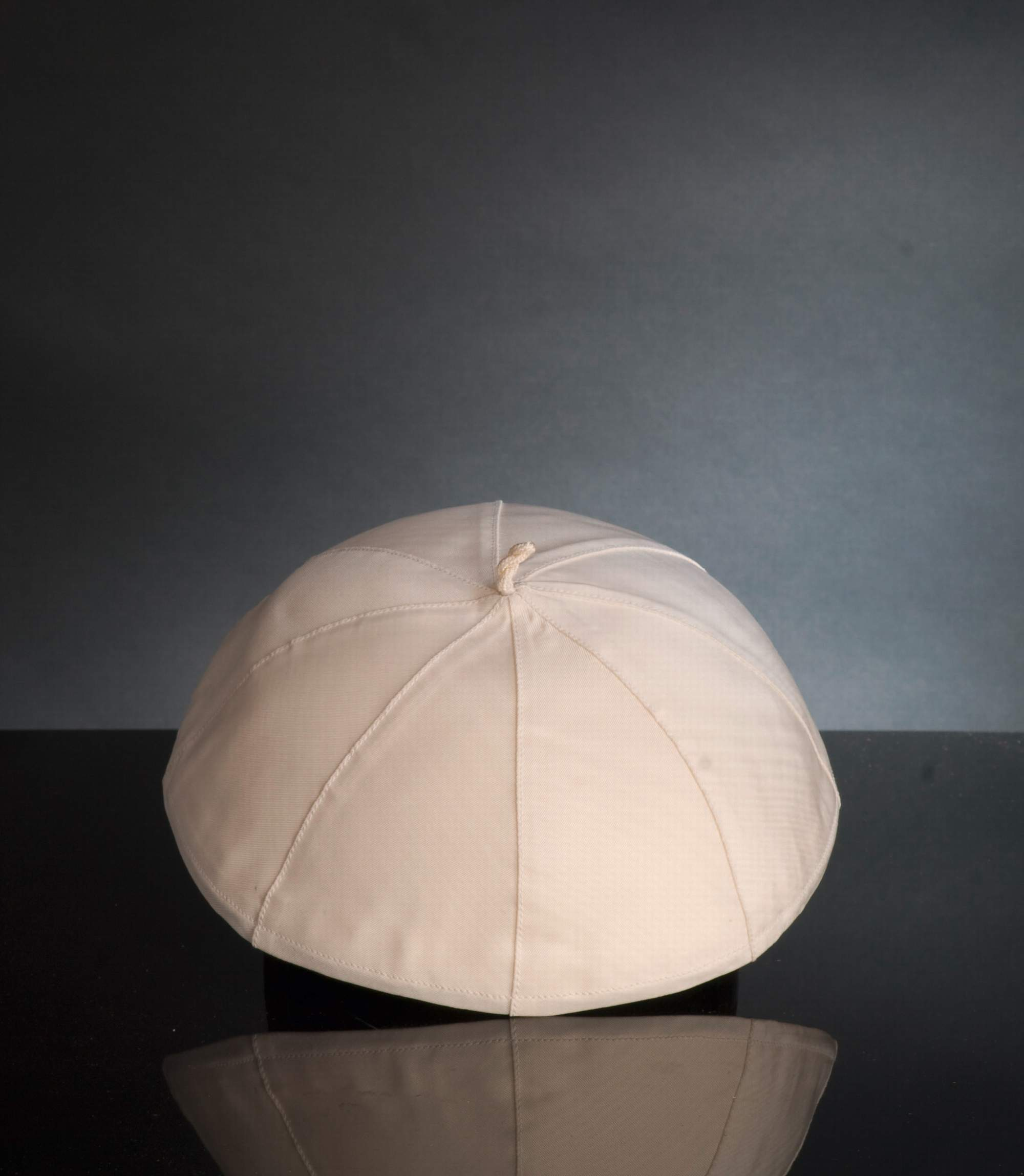
Biała piuska papieska

Piuska (zucchetto, kalotka) – mała czapeczka zakładana przez duchownych katolickich pod biret lub kapelusz, natomiast przez wyższych dostojników (biskupów, kardynałów, papieży) noszona stale jako samodzielne nakrycie głowy. Zasadniczo występująca w kolorach:
- czarnym dla niższych duchownych;
- amarantowym (fioletowym) dla biskupów i arcybiskupów;
- szkarłatnym (czerwonym) dla kardynałów;
- białym dla papieży, w tym emerytowanych.

Piuski noszone są również w niektórych zakonach w kolorach określonych przez konstytucje zakonne; dawniej nosili je również duchowni diecezjalni. Prawo noszenia piuski mają również opaci klasztorów. Jest też w użyciu zakonników w zakonach habitowych (np. u franciszkanów), ale nigdy podczas liturgii.
Wywodzi się ze zwyczaju tonsury. Był to znak przynależności do stanu duchownego w postaci wygolonego koła na szczycie głowy, przykrywanego właśnie piuską. Wprowadzona w VII w. jako prawo, tonsura została zniesiona po Soborze Watykańskim II przez papieża Pawła VI. Piuska pozostała jako element stroju oficjalnego wyższych duchownych. Noszą ją oni także podczas mszy (ale tylko do zakończenia modlitwy nad darami i po komunii), czego nie mogą czynić inni duchowni.

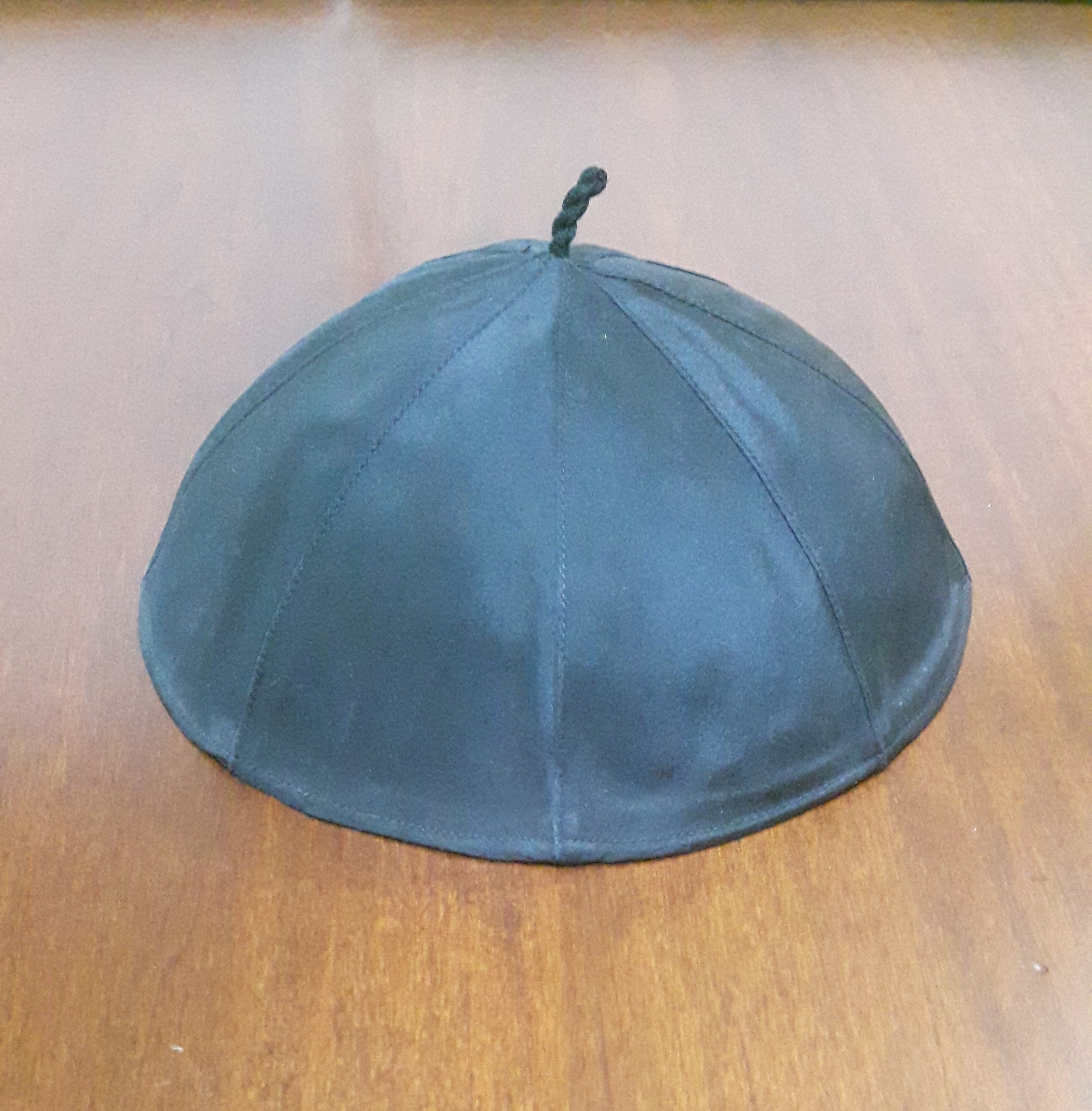
Piuska czarna noszona przez duchownych niższego szczebla
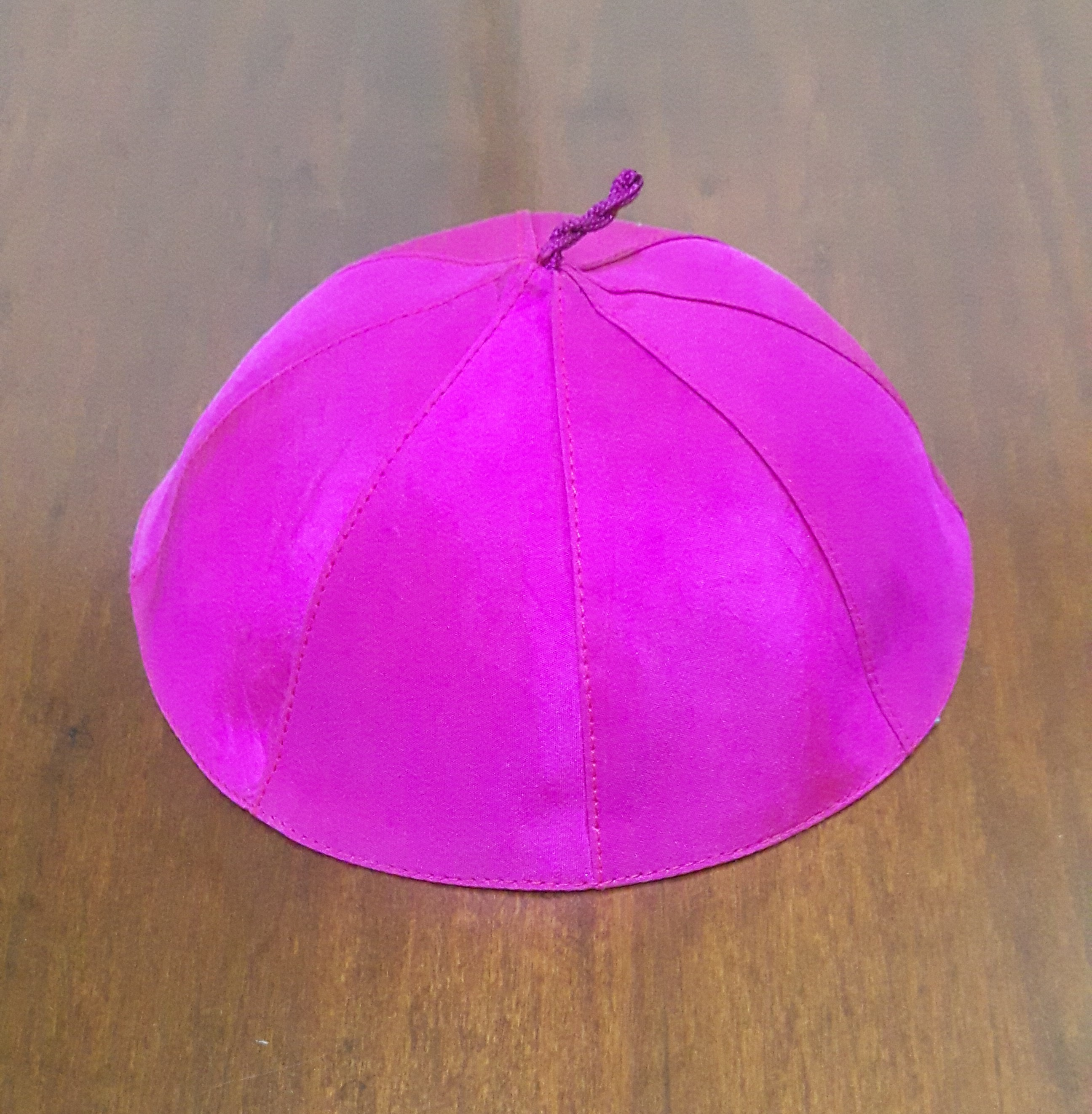
Piuska amarantowa noszona przez biskupów i arcybiskupów
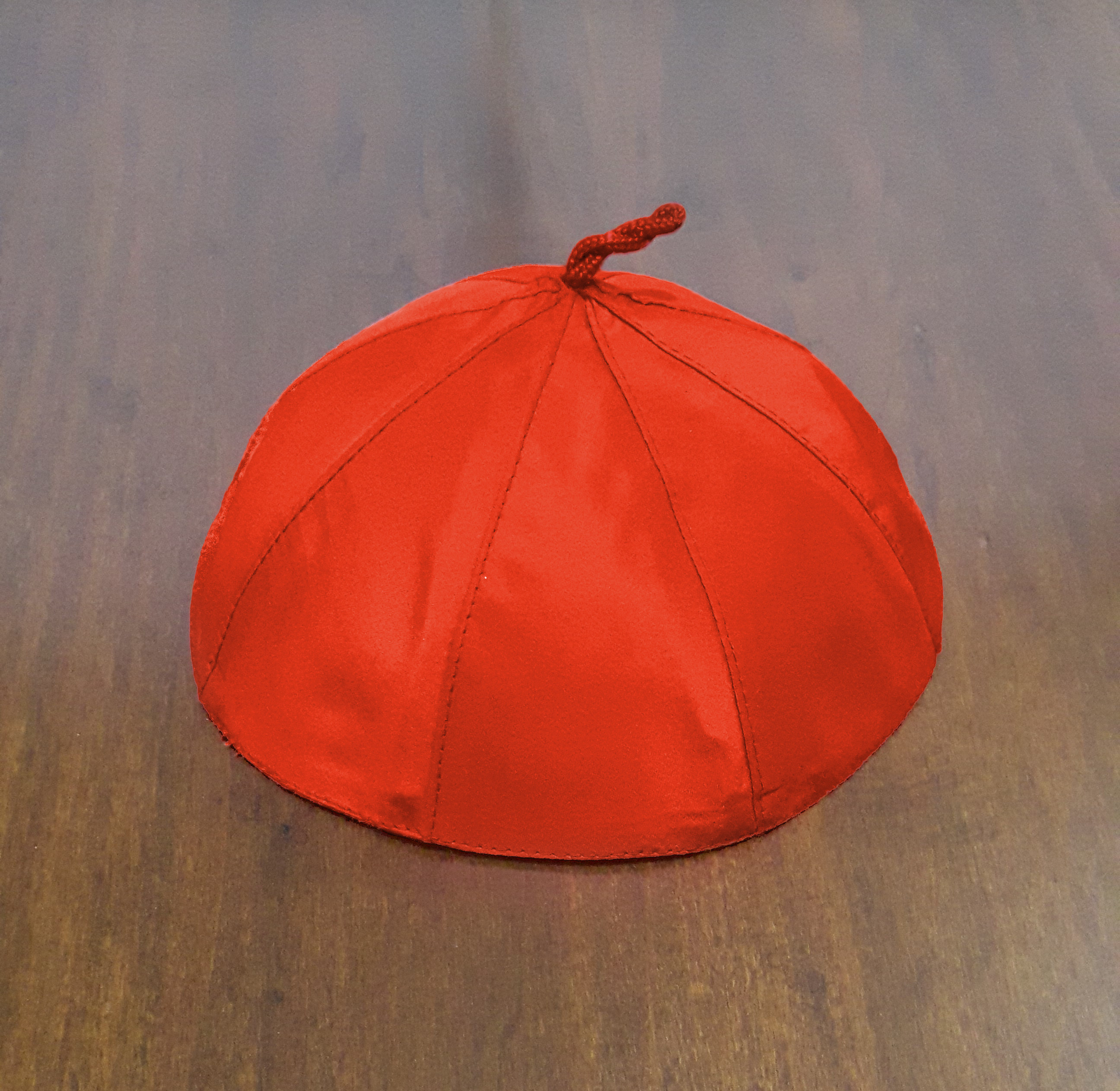
Piuska szkarłatna noszona przez kardynałów
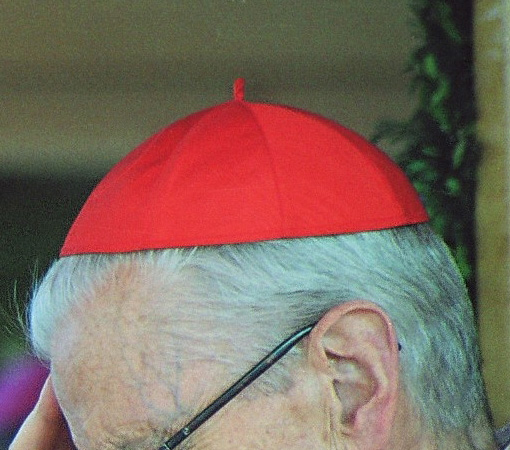
Sposób noszenia piuski (szkarłatna - kardynalska)